# Hersey (Míchigan)
Hersey es una villa ubicada en el condado de Osceola en el estado estadounidense de Míchigan. En el Censo de 2010 tenía una población de 350 habitantes y una densidad poblacional de 123,19 personas por km².

## Geografía
Hersey se encuentra ubicada en las coordenadas 43°51′5″N 85°26′31″O / 43.85139, -85.44194. Según la Oficina del Censo de los Estados Unidos, Hersey tiene una superficie total de 2.84 km², de la cual 2.84 km² corresponden a tierra firme y (0%) 0 km² es agua.

## Demografía
Según el censo de 2010, había 350 personas residiendo en Hersey. La densidad de población era de 123,19 hab./km². De los 350 habitantes, Hersey estaba compuesto por el 96.57% blancos, el 0.29% eran afroamericanos, el 0.29% eran amerindios, el 0% eran asiáticos, el 0% eran isleños del Pacífico, el 1.14% eran de otras razas y el 1.71% pertenecían a dos o más razas. Del total de la población el 2.57% eran hispanos o latinos de cualquier raza.